# 河南省人民检察院
河南省人民检察院是河南省的检察机关，现任检察长为段文龙。

## 历任检察长
- 李福祥（-）
- 王一鸣（1978年7月-1979年9月）
- 赵文隆（1979年9月-1988年1月）
- 蔡宁（2008年2月-2018年1月）
- 顾雪飞（2018年1月-2021年4月）
- 段文龙（2021年5月-）